# SN 2010lp
SN 2010lp – supernowa typu Ia-pec odkryta 29 grudnia 2010 roku w galaktyce NGC 1137. W momencie odkrycia miała maksymalną jasność 16,70m.